# Georg Rhaw
Georg Rhaw, o Rhau (Eisfeld (Turíngia), 1488 - Wittenberg, (Saxònia-Anhalt) 6 d'agost de 1548) fou un editor musical i compositor alemany del Renaixement.
El 1519 era cantor en l'escola de Sant Tomàs de Leipzig, i en ocasió de la polèmica entre Martí Luter i Johannes Eck, va compondre i fer executar una missa a diverses veus i un Te Deum. El 1524 establí una impremta de música a Wittenberg, i edità especialment les obres dels compositors protestants com per exemple Matthaeus Pipelare i altres.
També fou un musicòleg, devent-se'l i un Enchiridion musices, la primera part de la qual, versa sobre la ??Musica choralis, es publicà el 1518, i la segona sobre Musica mensuralis, aparegué dos anys després; d'aquesta obra s'han fet diverses edicions.
Els seus Neue Deutsche Gesange für die gemeine Schule es publicaren el 1544, però les edità posteriorment J. Wolf.